# Campo Número Veintiocho
Campo Número Veintiocho är en ort i Mexiko.   Den ligger i kommunen Cusihuiriachi och delstaten Chihuahua, i den nordvästra delen av landet, 1 300 km nordväst om huvudstaden Mexico City. Campo Número Veintiocho ligger 2 142 meter över havet och antalet invånare är 260.
Terrängen runt Campo Número Veintiocho är huvudsakligen platt, men västerut är den kuperad. Terrängen runt Campo Número Veintiocho sluttar österut. Runt Campo Número Veintiocho är det mycket glesbefolkat, med 4 invånare per kvadratkilometer. Närmaste större samhälle är Cuauhtémoc, 13,5 km norr om Campo Número Veintiocho. Omgivningarna runt Campo Número Veintiocho är i huvudsak ett öppet busklandskap.